# Мота Сан Джовани
Мо̀та Сан Джова̀ни (на италиански: Motta San Giovanni, на местен диалект a Mott, а Мот) е градче и община в Южна Италия, провинция Реджо Калабрия, регион Калабрия. Разположено е на 450 m надморска височина. Населението на общината е 6334 души (към 2011 г.).